# Gangsta (canção de Kehlani)
"Gangsta" é uma canção da cantora e compositora americana Kehlani. Ela serve como o quarto e último single do álbum da trilha sonora do filme Esquadrão Suicida (2016). A canção foi lançada em 1 de agosto de 2016, pela Atlantic Records, e foi escrita por Kehlani, Myron Birdsong, Skylar Grey, Andrew Swanson e JMIKE, com os dois últimos também produzindo a canção. Liricamente, a canção fala sobre seu desejo pelo amor de um "gângster" por ela, referindo-se ao relacionamento entre o Coringa e a Arlequina no filme. A música também é exibida na edição deluxe de SweetSexySavage, primeiro álbum de estúdio de Kehlani.

## Videoclipe
O videoclipe da música estreou em 5 de agosto de 2016 na canal de Kehlani no YouTube. No vídeo, que foi dirigido por Benny Boom, Kehlani é vista em lugares fazendo várias referências ao filme. Ela começa deitada em uma sala de vidro quebrado ao lado do taco que a Arlequina usa no filme, nadando em uma piscina de água semelhante ao ácido em que Harleen mergulhou, realizando acrobacias aéreas no teto, dançando em um clube com um interesse amoroso que é semelhante ao Coringa com o cabelo verde, tatuagens e roupas roxas e, finalmente, o encontra do lado de fora. Isso é intercalado com cenas do filme, mostrando a relação da Arlequina com o Coringa.

## Gráficos
| Gráfico (2016)                                         | Posição |
| ------------------------------------------------------ | ------- |
| Australia (ARIA)                                       | 61      |
| Áustria (Ö3 Austria Top 75)                            | 54      |
| Canadá (Canadian Hot 100)                              | 37      |
| República Checa (Singles Digitál Top 100)              | 56      |
| França (SNEP)                                          | 81      |
| Irlanda (IRMA)                                         | 76      |
| Itália (FIMI)                                          | 66      |
| Nova Zelândia (Recorded Music NZ)                      | 2       |
| Portugal (AFP)                                         | 49      |
| Escócia (Scottish Singles Chart)                       | 41      |
| Eslováquia (Singles Digitál Top 100)                   | 39      |
| Reino Unido (UK Singles Chart)                         | 57      |
| Reino Unido (OCC UK R&B)                               | 12      |
| Estados Unidos (Billboard Hot 100)                     | 41      |
| Estados Unidos (Billboard Billboard R&B/Hip-Hop Songs) | 13      |